# チオテパ
チオテパ（英語: Thiotepa、N,N′,N′′-トリエチレンチオホスホルアミド）は、抗がん剤の一種。
化学式SP(NC2H4)3で表される有機リン化合物で、N,N′,N′′- トリエチレンホスホルアミド（TEPA）のアナログである。分子構造は四面体で、リン酸塩に似る。アジリジンと塩化チオホスホリルから造られる。エチレンイミノ基を持ち、これが腫瘍細胞のDNAをアルキル化することにより腫瘍の増殖を抑制する作用を表す。類似の作用機序を持つ物質に、ブスルファンやシクロホスファミド、イホスファミドがある。

## 歴史と用途
チオテパはアメリカンシアナミド社 (American Cyanamid) が1950年代前半に開発し、1953年に発表した。広く使用されるようになったのは、1960年代に入ってからである。
イタリアのADIENNE Pharma & Biotech社の申請により、2007年1月29日に欧州医薬品庁、2007年4月2日にアメリカ食品医薬品局より、造血幹細胞移植の前処理に用いる希少疾病用医薬品の登録を受けた。
日本では1958年に認可され、テスパミン（大日本住友製薬）などの商品名で販売されたが、原薬メーカーの設備老朽化により2009年に出荷を終了した。その後、「小児悪性固形腫瘍における自家造血幹細胞移植の前治療」用の「リサイオ®点滴静注液100㎎」（大日本住友製薬）として2019年に再認可・薬価記載された。同社では、「悪性リンパ腫における自家造血幹細胞移植の前治療」についても治験（フェーズ1）を行ったうえで申請し、翌2020年に製造販売承認事項一部変更承認という形で認められた。小児悪性固形腫瘍治療においてはメルファラン、悪性リンパ腫治療においてはブスルファンと併用される。
チオテパは他の化学療法と組み合わせて使用される。
- 全身照射の有無にかかわらず、成人および小児の血液疾患患者における同種または自家造血幹細胞移植 (HPCT) の前処理
- HPCTによる高用量化学療法が、成人および小児患者における固形腫瘍の治療のために適切であるとき[8]

チオテパは、多種の腫瘍性疾患の緩和療法に使用されている。
乳癌、卵巣癌、膀胱癌などにおける漿膜の空洞の拡散や胸水を制御する。
チオテパはまた、膀胱癌における化学療法として使用される。用法の3つのパターンが識別される。 
1. 予防 - 膀胱鏡を用いた生体組織診断の際に腫瘍細胞の播種を防ぐために、採取前に使用。
2. 生体組織診断時の補助。
3. 治療 - 経尿道的膀胱腫瘍切除術 (TURBT) の術後の再発防止。

4週間から6週間、膀胱内に毎週30 mgの用量で投与される。多くの研究では、成功率が55％と報告されている。
主な副作用は骨髄抑制、血小板・白血球減少および貧血がある。血液、肝臓および呼吸器系を含む重篤な毒性は、前処置レジメンおよび移植プロセスによるものと考えられている。

## 効能・効果
- 下記疾患における自家造血幹細胞移植の前治療
  - 悪性リンパ腫、小児悪性固形腫瘍

## 化学的性質
CAS番号は52-24-4。わずかな匂いのある白色の固体で、融点は52 ℃。マウスへの経口投与での半数致死量 (LD50) は46 mg/kgのデータがある。医療用のほか、昆虫不妊剤としての用途もある。国際がん研究機関は、発癌性リスクをグループ1（ヒトに対する発癌性が認められる化学物質）と評価している。